# Wileroltigen
Wileroltigen (französisch veraltet Ostranges) ist eine politische Gemeinde im Verwaltungskreis Bern-Mittelland des Kantons Bern in der Schweiz.

## Geschichte

Luftbild (1962)

Wileroltigen wurde erstmals im Jahre 1263 in einer lateinischen Urkunde mit der Namensform Wiler sita prope Oltingen erwähnt.

## Bevölkerung
| Jahr      | 1764 | 1850 | 1900 | 1950 | 2000 | 2022 |
| Einwohner | 220  | 451  | 349  | 312  | 359  | 380  |

## Politik
Bei den Nationalratswahlen 2023 betrugen die Wähleranteile in Wileroltigen (in Klammern die Veränderung im Vergleich zu den Wahlen 2019 in Prozentpunkten): SVP 54,71 % (+1,95), SP 11,64 % (+0,23), Mitte 10,42 % (−2,30), glp 7,56 % (+0,97), Grüne 5,58 % (−2,32), FDP 4,90 % (+1,27), EDU 2,77 % (+1,44), EVP 1,58 % (+0,50), Weitere 0,84 % (−1,74).

## Verkehr
Die Gemeinde unterhält seit 2003 einen Ortsbus, der allerdings nur von Montag bis Freitag verkehrt. Die Gemeinde ist mit der Postauto-Linie 541 (in Richtung Kerzers und Gurbrü) erreichbar.

## Bildung
In der Gemeinde befinden sich eine Primarschule und ein Kindergarten.

## Transitplatz Wileroltigen
Am 9. Februar 2020 stimmte die Stimmbevölkerung des Kantons Bern einem 3,3-Millionen-Franken-Kredit für die Schaffung eines Aufenthaltsplatzes für Fahrende mit 53,4 % zu. Daraufhin teilte das Referendumskomitee bzw. die Junge SVP Bern mit, dass sie das Abstimmungsresultat aufheben lassen wolle. Der Transitplatz sollte auf dem Gelände der Autobahn-Raststätte Wileroltigen eingerichtet werden, welches an der Autobahn A1 liegt. Dies wurde im Vorfeld der Abstimmung von der Bevölkerung, dem Referendumskomitee und einem Bürgerkomitee kritisiert.
Ende 2020 wurde die Stimmrechtsbeschwerde der Jungen SVP Bern vom bernischen Verwaltungsgericht abgewiesen.

## Bilder

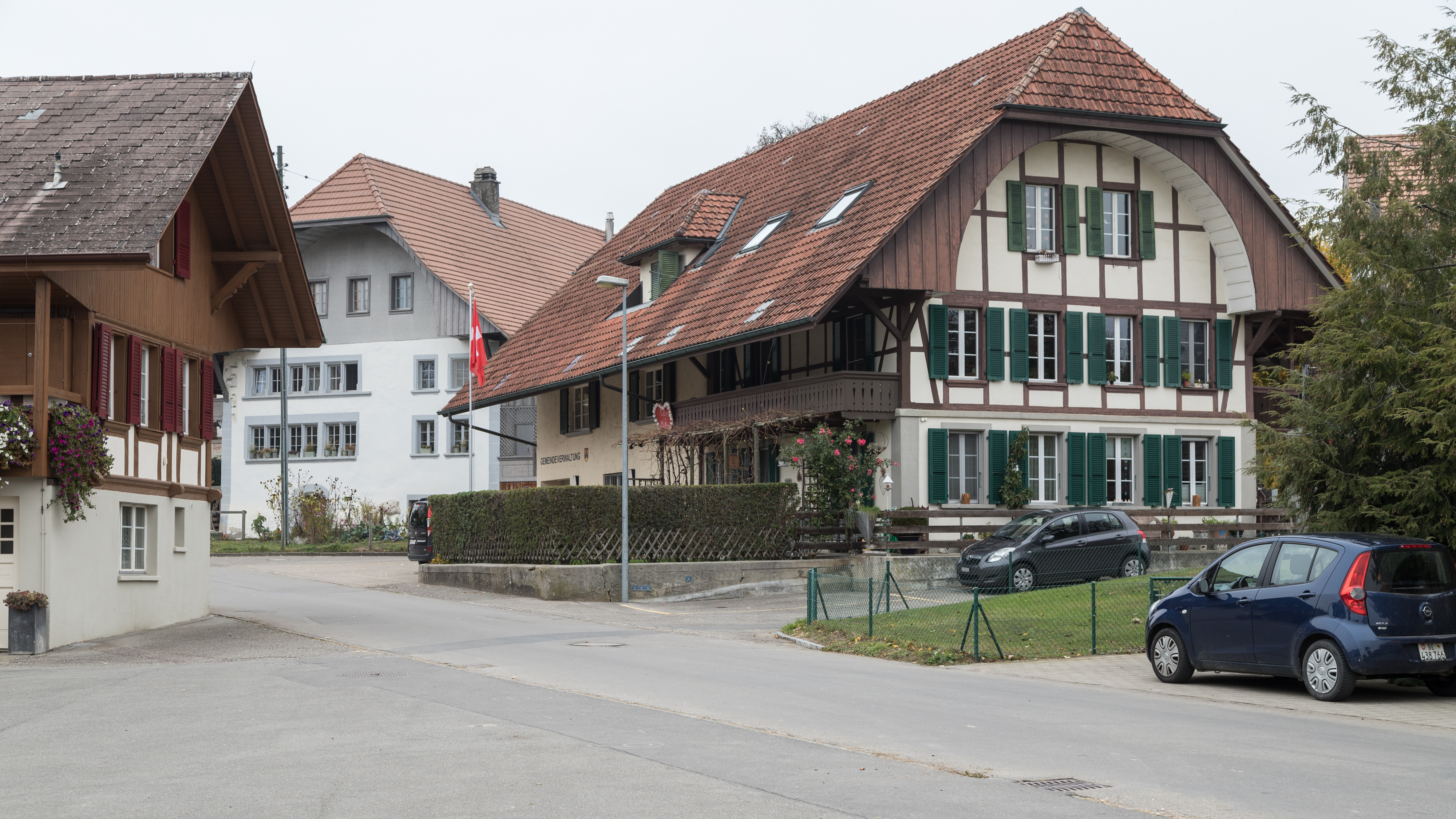
Bauernhaus von 1905 (Gemeindeverwaltung)
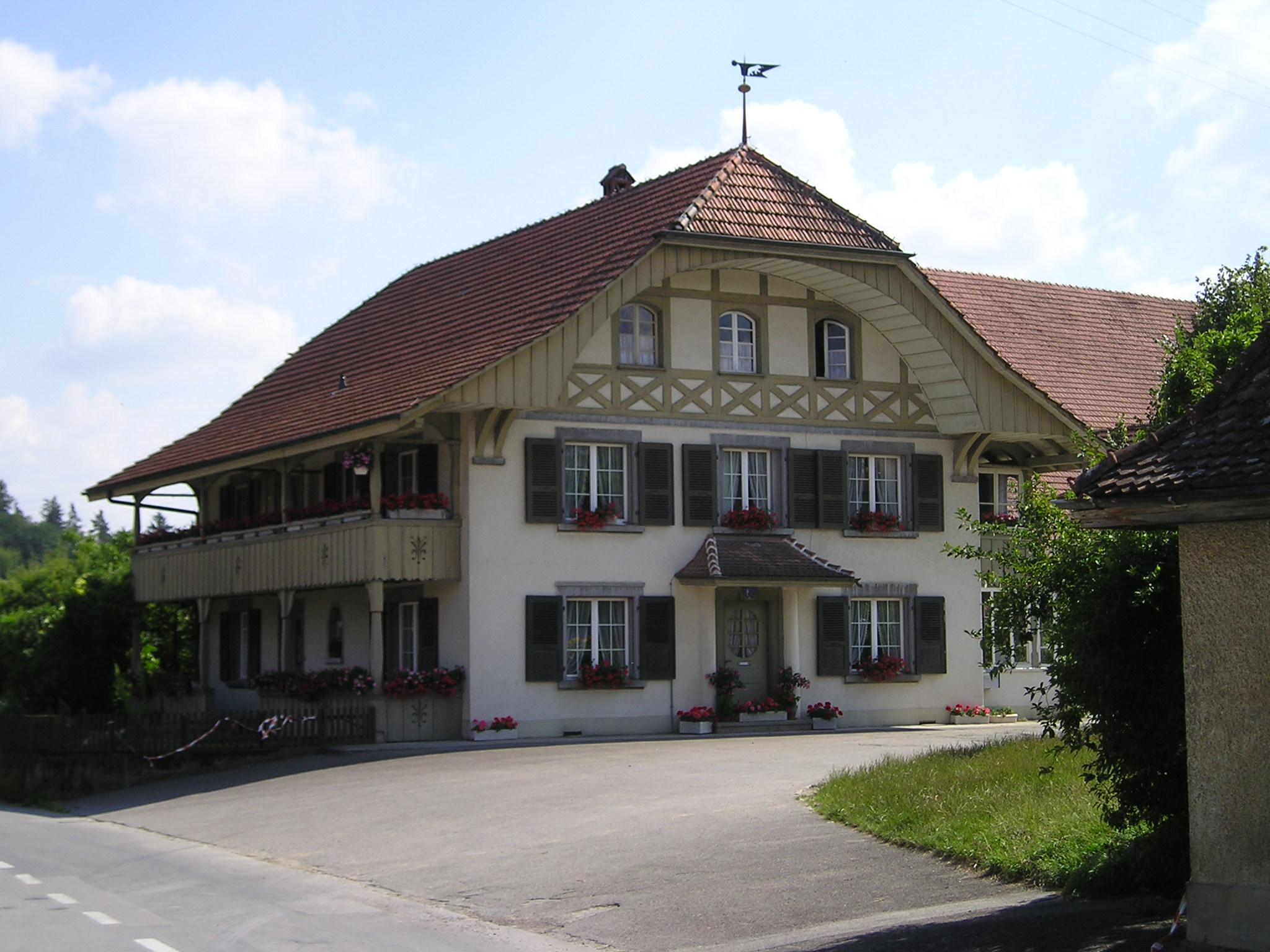
Bauernhaus in Wileroltigen
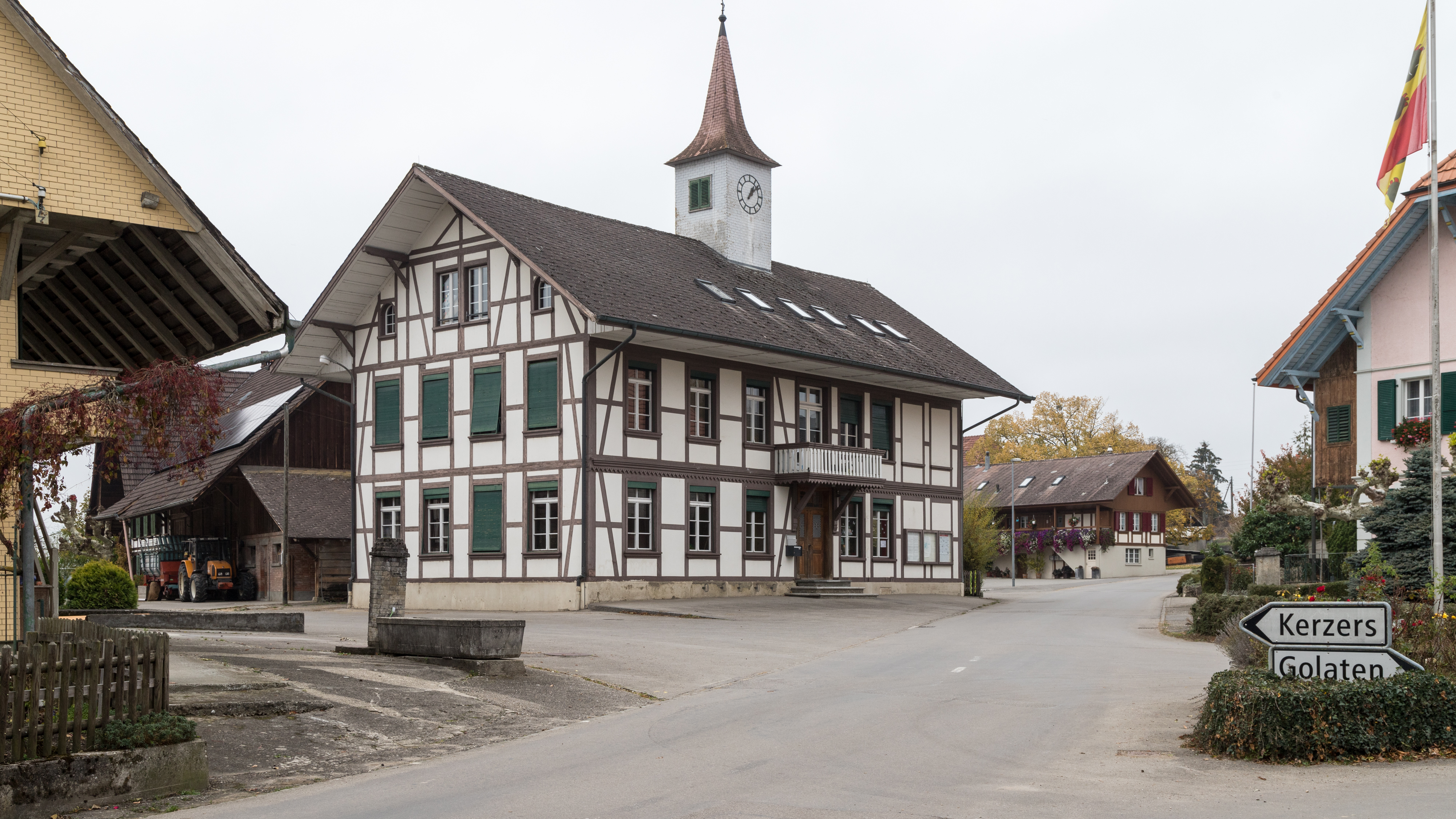
Schulhaus Wileroltigen
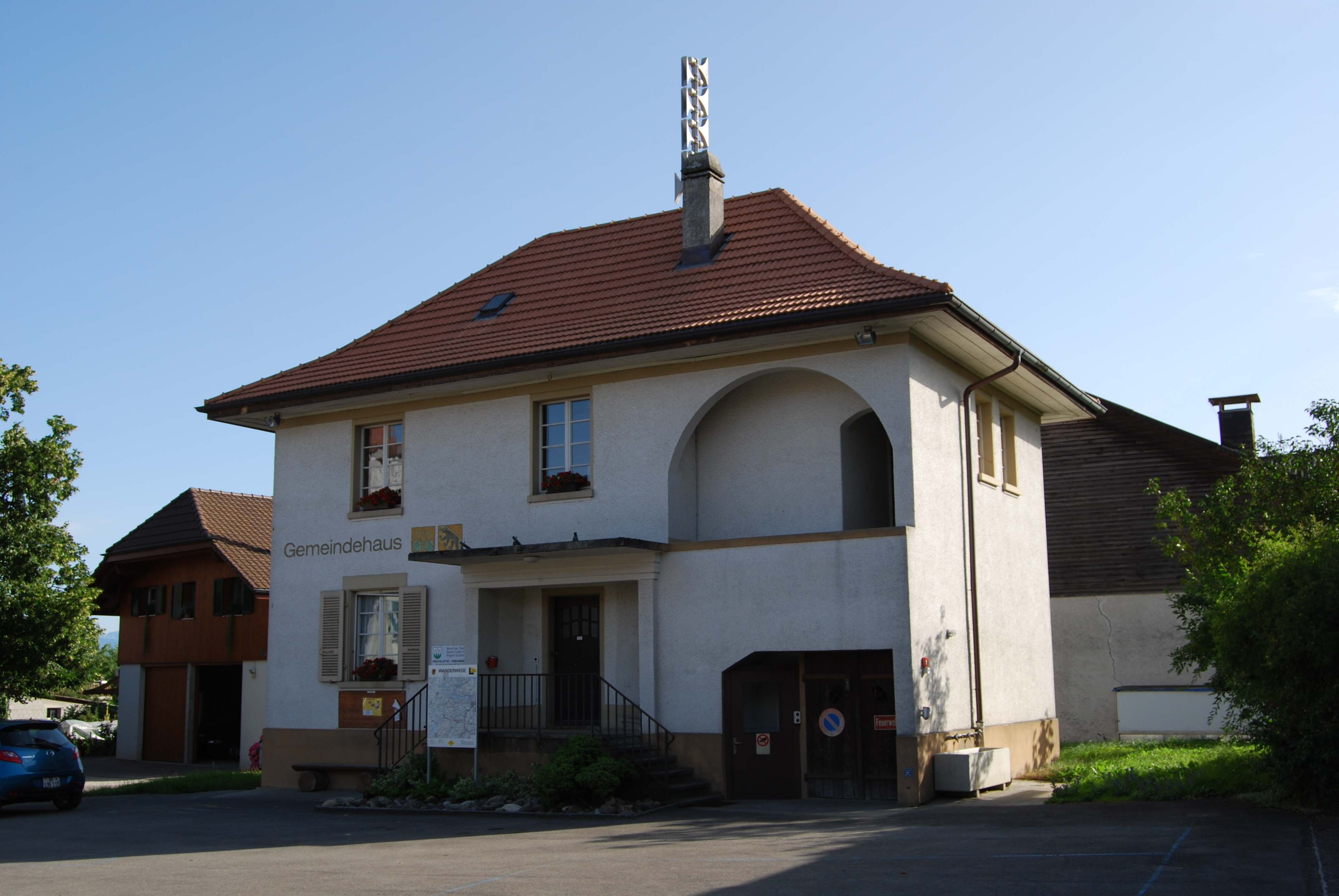
Gemeindehaus
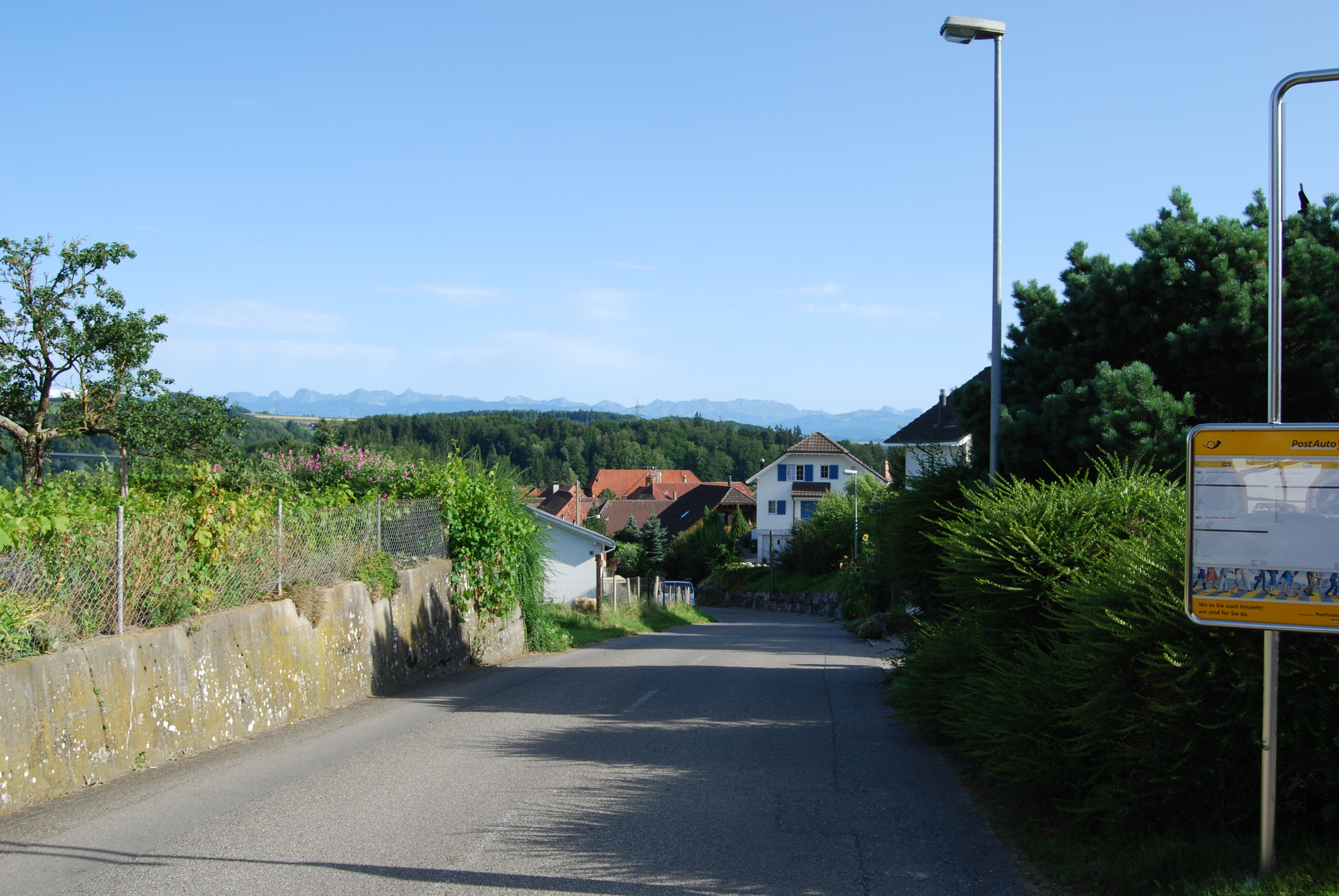
Postautohaltestelle, Blick auf die Alpen